# Деребчин
Деребчин — село в Україні, Жмеринському районі (до 2020 року у Шаргородському районі) Вінницької області, входить до Джуринської сільської  громади. 

## Географія
Село Деребчин розташоване на лівому крутому та правому пологому схилах річки Деребчинки, правої притоки Сухої. Знаходиться у південно-західній частині Вінницької області, за 85 км від м. Вінниця та 27 км від м. Шаргород. Великі джерела, що виходять з могутніх оголених шарів-вапняків, дали початок і річці і чудовому ставку, що красується в центрі села. На північному сході Деребчина росте великий дубово-грабовий ліс. На території села знаходиться парк-пам'ятка садово-паркового мистецтва, площею 13,2 га.

## Історія

### Витоки історії
Заселення нашого краю почалося в дуже давні історичні часи, ще у кам'яній добі. Дослідниками-археологами недалеко від Шаргородського району відкрито велику кількість стоянок первісних людей, вік яких сягає понад 40 тис. років до н. е. На місцях цих стоянок знайдено багато кам'яного знаряддя, за допомогою якого первісна людина здобувала собі їжу та боронилася від ворогів.
На Шаргородщині ще не відомі поселення цього періоду, але жителі району часто знаходять кам'яні та кременеві сокири, наконечники до стріл та списів. Так, у сусідньому селі Стрільники ще у 1894 році на дослідній станції при прокладанні дренажних труб знайшли декілька кам'яних сокир. В Деребчині, у 1899 році, знайшли кам'яний брусок того ж віку. Знахідки і досі зберігаються у археологічному відділі Вінницького краєзнавчого музею.
Також в обласному музеї зберігаються рештки поховання молодої жінки трипільської доби, знайдені в Деребчині. Це свідчить про те, що наш край ще з найдавніших часів привертав увагу поселенців і був одним із найпривабливіших районів України.
Літературні свідчення древніх греків і римських істориків, давні арабські літописи, старі хронічки зазначають, що, починаючи з VII століття до н. е., у Причорномор'її, Подніпров'ї, міжріччі Дністра та Південного Бугу (тобто і на території Шаргородського району) проживали племена, які називали себе скіфами та антами.
Одні з перших відомостей про слов'янські племена ми знаходимо у творах готського історика VI ст. Йордана («Гетика», 551 р.) та його сучасника, візантійського історика Прокопія. Зокрема, вони відзначають, що анти живуть від Дністра і до Дніпра та в околицях Чорного моря, називають себе слов'янами і є «найславнішими» і найвойовничішими з усіх племен.
З кінця VIII століття маємо відносно достовірну інформацію про жителів нашого терену. Так, у літописних списках (Тверському, Ніконовському, Лаврентіївському, Воскресенському та ін.) йдеться про те, що між Бугом та Дністром проживають слов'янські племена — уличі і тиверці. Наочним пам'ятником перебування тиверців на теренах нашої округи є м. Тиврів, яке цілком може претендувати на столичний центр тиверського племінного союзу.
У цей час на теренах середнього та верхнього Подніпров'я на базі слов'янських племен вже існувала єдина давньоруська слов'янська держава — Київська Русь. Землі тиверців та уличів були віддалені від Києва, що, очевидно, стримувало їх приборкання київськими князями і надавало їм відносної самостійності.
В роки князювання Володимира та Ярослава Мудрого Київська Русь перебувала в зеніті могутності. Після смерті Ярослава держава поступово ослаблюється і роздрібнюється, починаються чвари та міжусобиці. На західних теренах Київської Русі утворюється Галицько-Волинське князівство. Саме до цього князівства і увійшли наші землі у 1239 році. У цей час наша місцевість мала назву «Пониззє».
Подальшому зміцненню Галицько-Волинського князівства почали заважати численні монголо-татарські набіги, які в той період стають все частішими. Поки Данило Романович шукав допомоги проти татар у Польщі та Угорщині, мешканці Пониззя та Побужжя, щоб уберегтися, самостійно визнали верховну владу татар (які були поруч на півдні). І таким чином з 1250 р. майже на 100 років середня частина Побужжя та Подністров'я залишалася під безпосередньою владою татар. У кінці XIII ст. на цих землях був створений самостійний «улус» золотоординського царства, який отримав назву Подільського.
Для зручності весь Подільський край був поділений на Брацлавську і Подільську «тьми» (волості), начальниками яких були «темники». Влада «темників» була спадковою і тому їх називали «отчичами і дідичами».
Становище краю в той період не було особливо важким. Татари не забороняли християнської віри, яку подоляни прийняли ще за київських князів. І взагалі, завойовники не могли приділяти великої уваги нашому краю. Це пояснювалося тим, що у самій Золотій Орді відбувалися внутрішні чвари, що, з одного боку, ослаблювало Орду, а з іншого, — сприяли утвердженню самостійності Поділля. Водночас, побут населення краю, зрозуміло, був надзвичайно важким, оскільки поруч мешкали кочівники, які здійснювали часті набіги, грабували, нищили, забирали людей у полон, у рабство, на продаж.
А зовсім поруч, на північному сході виросли і набули чималої сили нові держави — Литва та Польща, князям яких дуже хотілося заволодіти Подільським краєм, де досить було кинути зерно, щоб зібрати великий урожай, де трави сягали такої висоти, що важко було помітити в них бика, а бджоли були в такій кількості, що не поміщалися в старих пнях і роїлися в землі.

### У складіВеликого князівства Литовського
Першими почали освоювати ці території литовці. У 1340 році литовський князь Ольгерд проголосив, що «вся Русь просто повинна належати литовцям» і литовці рушили на українські землі.
Часом утвердження Литовського князівства на землях понад Дніпром та Побужжям офіційно вважаються роки після переможної битви 1362 року литовського війська з татарами.
15 серпня 1385 року Литва і Польща уклали так звану Кревську унію, яка за своїми умовами суттєво змінила напрям історії не тільки наших країв, але і усієї Східної Європи.
У цей же час литовська та українсько-польська опозиції згуртувалися навколо литовського князя Вітовта, який був талановитим політиком і всю діяльність спрямував на скасування Кревської унії. Саме в цей час Вітовт звертає увагу на подальше освоєння південних окраїн подільської землі, саме тут, де знаходиться Шаргородщина. В цілому Поділля належало великому литовському князеві аж до самої його смерті (1430 р.)
Наступником Вітовта став його брат — Свидригайло.
Верхнім ешелоном населення литовського Поділля були давні княжі роди, у тому числі руського походження. За ними йшли зем'яни, міщани, а потім бояри. Ці верстви захопили і стихійним чином поділили між собою майже всі землі краю.
Серед найбагатших вирізнялися родини Рожнятівських, Кочичів, Чурилів. Останні відомі з грамот Свидригайла (1431 р.). Більше 200 років володіли Чурили подільськими землями. Достеменно відомо, що Марцін Чурило мав на Поділлі, зокрема на Мурафському лівобережжі, великі землеволодіння, у тому числі і Деребчин.
Чурили в другій половині XVII ст. вигасли по чоловічій лінії на синах Міколая, а їхні величезні маєтності, які охоплювали кілька міст і близько 100 сіл, перейшли шляхом успадкування до пов'язаних з ними родинно Дідушицьких, Коссаковських, Дзєржків і Потоцьких.
Деребчин перейшов у спадок спочатку до сина Марціна Чурила — Міколая, а потім до його доньки — Ельжбети, яка в 1640 році стала дружиною Адама Дзєржка.

### Поділ Шаргородщини між Польщею та Литвою
Хоч би якими солідними були завоювання литовців на подільських землях, більш тривалий і всеохопний вплив на долю подолян мала експансія Польщі. Польща зуміла взяти під свій контроль західне Поділля, у тому числі й частину земель Шаргородщини і намагалася просуватися далі на схід, до Брацлавщини.
З 1434 року Західне Поділля до річки Мурафи залишилося за Польщею і було перетворено на воєводство. Східне Поділля, або Брацлавщина, залишилося за Великим Князівством Литовським. Річка Мурафа стала лінією розподілу двох країн: права частина Шаргородського краю входила до складу Польщі, ліва — до складу Литви. На середині річки стояли тоді залізні прикордонні стовпи: польський — із зображенням білого орла, литовський — із зображенням Вітиса (вершника із піднятим мечем).
Таким чином, Шаргородщина (у нинішніх межах) була розділена майже порівну на дві половини. 130 років існував цей поділ: Шаргород розвивався під впливом поляків, мурафська частина, у тому числі і Деребчин — під впливом Литви. Відповідно ці частини входили до Подільського воєводства і до Брацлавщини. Аж до самої Люблінської унії (1569 р.) зберігався такий поділ між Великим князівством Литовським і корони Польської як двох самостійних політичних одиниць. Таке становище негативно відбивалося на житті селян.
Окрім цього, суттєвий вплив на наш край мали і подальші спустошливі набіги татар. Починаючи з 1438 року татарські і турецькі набіги стали регулярними. На своєму шляху кочівники бездушно спалювали села, а людей забирали в неволю, вели до Криму на продаж. Так, у 1498 році разом з турками і волохами татари вивезли з Поділля близько 100 тисяч «ясиру» (полонених). Всього до Люблінської унії було 26 спустошливих набіги.
Коли Литва стала самостійною державою, вона почала воювати з Московією і це загрожувало її втратою незалежності.[джерело?] Серед української і білоруської шляхти зростали симпатії до Польщі, оскільки її політичний устрій уявлявся ідеальним. Саме ці шляхтичі і виступили прихильниками союзу з Польщею.
У 1569 році Польща і Литва на спільному своєму сеймі у м. Любліні підписали акт про Унію, тобто була утворена одна федеративна польсько-литовська держава — Річ Посполита.
За Люблінською унією Брацлавщина перейшла під владу Польщі і була перетворена на Брацлавське воєводство.
Після Любленської унії, XVII ст., у Брацлавському воєводстві були роздані величезні помістя різним польським магнатам (Калиновським, Конєцпольським, Потоцьким та іншим). Чужинці поступово витісняли місцевих землевласників і з часом поступово взяли в свої руки посади і маєтки.

### Потоцькі на Шаргородщині
Політичної могутності ця родина набула в середині XVI століття, коли четверо братів — Якуб, Ян, Стефан і Анджей Потоцькі були наближені до королівського двору тодішнім канцлером Яном Замойським, який став протегувати братам за їх військові здібності. Щоправда, невдовзі Потоцькі і Замойський посварилися, і дві родини ворогували багато десятиліть.
З часом Потоцьким сприяв король Сигізмунд I Старий, особливо за їх інтриги проти попереднього покровителя — Замойського. Нарешті, родичання з молдавським господарем Ієремією Могилою зробило Потоцьких «корольками» на Поділлі та всій Україні.
Ян, Стефан і Якуб в різні роки займали посаду брацлавського воєводи, крім того, Якуб Потоцький (як і Анджей) був кам'янецьким каштеляном.
Від брата Анджея пішла родовідна гілка, представником якої був відомий магнат та політичний діяч Станіслав Щенсний Потоцький.
Брат Стефан був засновником «примасівської» гілки роду Потоцьких гербу Золота Пилява, прадідом відомих магнатів, політичних та військових діячів, барських конфедератів Йоахіма Потоцького — власника села Мурафи та Теодора Потоцького, у володіннях якого був Деребчин.
Йоахім і Теодор назавжди залишили свій слід на теренах Шаргородщини.
З 1758 року Йоахім Потоцький став володарем Мурафи. Мурафський ключ (Мурафа й 8 фільварків) передав йому у спадок рідний дядько Міхал Францішек Потоцький. Як учасник Барської конфедерації, після її розпаду він емігрував, а через 2 роки повернувся і оселився у Мурафі, де активно взявся за благоустрій містечка: відкрив ремісничі цехи, побудував селітровий завод, вимостив камінням головну вулицю, обсадив її деревами, виклопотав у короля Польщі право відкривати у містечку ярмарки.
Поруч із домініканським монастирем і католицьким костьолом Й. Потоцький звів невеликий, без особливих архітектурних прикрас палац, облаштував парк. Відреставрував, (а точніше, майже заново спорудив) у 1786—1791 рр. домініканський кляштор і костьол. Запросив близько 50 добрих каменярів — росіян-розкольників із сім'ями, для яких заснував у Мурафському ключі село, назване на його честь Йоахимівкою (Юхимівкою). Пізніше, коли в селі оселилися українці, збудував тут греко-католицьку церкву св. Йоахима (1784).
Ймовірно, що у тому ж таки 1758 році М. Ф. Потоцький передав у спадок Теодору Потоцькому (рідному брату Йоахіма) земельні угіддя Деребчина та Джурина.
На даний час немає відомостей про те, що Теодор жив, чи зрідка навідувався в Деребчин, але саме за роки його володарювання в Деребчині був закладений чудовий дендропарк, у центрі якого побудований палац. У 1783 році Теодор Потоцький фундував в Деребчині Чудо — Михайлівську церкву. Для Джурина в 1767 році отримав привілей за запровадження 12 ярмарків.
Потоцький був двічі одружений. Другою його дружиною була донька Якуба Комаровського — Кордуля, рідна сестра першої дружини С. Щ. Потоцького — Гертруди. Подвійно-родинні зв'язки між С. Щ. Потоцьким і Теодором Потоцьким дають привід думати, що вони були не тільки близькими родичами, але і добрими друзями. Доказом близьких стосунків між ними може бути родове дерево, яке вважається символічним гербом Деребчина. Таке ж родове дерево було посаджене і в Софіївському парку. На жаль, дерево в Софіївці загинуло і на даний час ми можемо спостерігати його, як зацементовану пам'ятну споруду, а от деребчинський дуб і досі залишився цікавою загадкою. Хто і про кого хотів залишити пам'ять в Деребчині на довгі віки, нащеплюючи дуб саме таким чином?
Обидва брати Потоцькі були активними учасниками Барської конфедерації. Це, звичайно, призводило до неодноразового секвестру їх земель. Змінювалися події, змінювалися плани. У 1772 році Теодор вийшов із конфедерації і виклопотав у Варшаві свої маєтки від секвестру. Після ІІ поділу Речі Посполитої Теодор їздив у делегації до Петербурга, щоб від себе та здобутого Росією краю подякувати імператриці Катерині ІІ за «честь підданства й опіку». В цьому ж році отримав чин таємного радника. Це дало змогу знову зберегти свої землі.
У 1791 році помирає Йоахім Потоцький. Мурафа та весь Мурафський ключ був поділений заповітом між дружиною та дітьми.
У 1800 році Теодор Потоцький продає Чурилів (Джурин) Оскару Собанському. Ймовірно, що саме в цьому році він продає і Деребчин.
Наступним власником деребчинських земель є Лєон Подоський — голова Головного суду Подільської губернії, маршалок шляхти Ямпільського повіту.
Лєон Подоський ще при житті заповів Деребчин своїй доньці Пауліні (в шлюбі Івановській), яка вважалася дідичкою села Деребчина.
Після смерті Пауліни (1853) її земельні володіння перейшли у спадок доньці Кароліні (у шлюбі Вітгенштейн), а в подальшому — онучці Марії (у шлюбі Гогенлое-Шиллінгсфюрст), єдиній доньці Кароліни. Марія Гогенлое-Шиллінгсфюрст продала Деребчин відомому німецькому підприємцю та банкіру Ернсту (Арісту) Йоахімовичу Масу.

### Цукрова імперія Масів
У 1871 році Ернст Мас купив для свого сина Аріста маєток в селі Деребчин Подільської губернії Ямпільського повіту.
Після скасування кріпосного права багато аристократичних поміщиків хотіли продати свої великі ділянки землі, більшість з яких були придбані німецькими колоністами і торговцями. Мас також був зацікавлений в придбанні такого маєтку. Ще в 1864 році він звернувся за дозволом у придбанні маєтку для сімейного бізнесу.
Саме такий маєток був придбаний ним у доньки Кароліни Вітгенштейн — Марії Миколаївни Гогенлое-Шиллінгсфюрст за 175000 рублів.
Садиба була розділена на п'ять земельних ділянок із загальною площею 8875 десятин (~9700 га).
На території села проживало 733 особи.
Mac вибрав маєток в дуже родючій Подільської губернії, де були всі умови для вирощування цукрового буряка, адже саме тут планувалося побудувати велику цукроварню. В 1877 р. така цукроварня була побудована.
Останні роки життя Ернст дуже хворів, майже повністю втратив зір, а в 1879 році — помер.
Після смерті Ернста Маса всі статки успадкувала його вдова Марія Вільгельміна та сини Аріст і Томас. У 1893 р., після смерті матері, Аріст успадкував Деребчин, а Томас отримав виплату.
Деребчин на той час уже набув значного розвитку як в економічній так і в сільськогосподарській сферах.
Порівняно з першим роком роботи цукрового заводу (1877 р.), коли було випущено 36000 пудів цукру, вже в 1894 році завод працював значно потужніше і, відповідно, виробляв значно більше продукції — 259000 пудів.
В 1880–1900 роках частка деребчинського експорту коливалася від 5 % до 60 % від загального експорту цукру.
В 1888 році з Одеси було експортовано 280000 пудів цукру, із них 177000 пудів (63 %) було експортовано Арістом Масом із Деребчина.
Поряд із промисловим виробництвом Аріст займався і планомірним розвитком сільського господарства. З кожним роком барон докупляв земельні угіддя, на яких вирощував в переважній більшості зернові культури та цукрові буряки.
Переглядаючи архівні документи, дізнаємося, що в 1884 році Аріст купив 124 десятини, в 1887 році — 23,5 десятини, а в 1889 році — 383 десятини землі.
Чорноземні ґрунти давали непогані врожаї, але Аріст Мас хотів досконало вивчити землі свого помістя і добитися найвищих результатів кожної вирощуваної ним культури.
На той час Київське Товариство Сільського Господарства обговорювало загальні основи та план організації дослідних полів у Південно-Західному краї. Аріст Мас, бувши членом цього товариства, зразу ж зацікавився цим проектом і запропонував 22 десятини землі в Стрільницькій економії свого маєтку під дослідні поля.
І от уже в 1888 році було організовано Деребчинське дослідне поле, ініціатором створення якого був професор Київського університету С. М. Богданов, першим директором — відомий засновник дослідної справи в Україні, вчений-агроном В. Г. Ротмістров, керівником дослідної агрономічної лабораторії — вчений-агроном, член Департаменту Землеробства Російської імперії — Фелікс Любанський.
Деребчинське дослідне поле стало своєрідним полігоном для подальшого удосконалення і нагромадження землеробських знань, де досліджували багатопільні сівозміни з вирощуванням різних сільськогосподарських культур: семипільну із застосуванням обробітків ґрунту та восьмипільну із внесенням добрив; визначали ефективні зерно-бурякові сівозміни та раціональне чергування прибуткових культур: цукрових буряків, ячменю та картоплі.
Саме тут, вперше на українських землях, застосовувався люпин та червона конюшина як ефективне органічне, т. зв. «зелене» добриво.
Деребчинське дослідне поле упродовж свого існування набуло неабиякої популярності серед широкого кола землевласників та науковців і повністю відповідало ознакам наукової установи: по-перше, його діяльність відбувалася за спланованою фахівцями програмою; по-друге, наукова цінність установи була визнана Департаментом землеробства, про що свідчить надання фінансових асигнувань, по-третє, фахівцями, що очолювали роботу, складалися та публікувалися щорічні звіти, тобто підводилися висновки роботи.
Фелікс Любанський, який 10 років жив і працював у маєтку барона, написав кілька наукових праць. Серед них відомі такі як: «Деребчинское опытное поле А. А. Маса», (Київ, 1896 р.) та «Обзор 5-летней давности деятельности Деребчинского опытного поля барона А. А. Маса» (Москва, 1895 р.).
Барон розумів, що врожайність сільськогосподарських культур залежить не тільки від рівня агротехніки на полі, а й від правильно підібраних сортів, їх ознак і властивостей, а потенційні можливості сорту можуть бути реалізовані лише за високої якості насіння — чистосортності, схожості, стійкості до ураження хворобами і шкідниками. Саме тому Аріст Мас в 1889 році започаткував у своєму маєтку сільськогосподарську дослідну станцію, де проводилися селекційні роботи різних напрямів, серед яких окремо велось селекційне розведення насіння цукрового буряка та інших сільськогосподарських рослин, зокрема ячменю та картоплі. Для потреб господарства у маєтку була збудована окрема селекційна лабораторія та спеціальні складські приміщення.
За досягнуті результати це підприємство було неодноразово нагороджено призами та преміями на різноманітних сільськогосподарських виставках: у 1892 та 1897 рр.— Золотими медалями Київського товариства сільського господарства та сільськогосподарської промисловості, у 1895 р. — Золотою медаллю Імператорського Московського товариства сільського господарства, у 1901 р. — Почесною грамотою Подільського Товариства Сільського Господарства (ПТСГ) та ін.
Селекційні роботи із цукровим буряком велись індивідуальним методом з метою отримання найбільшої кількості цукру з десятини та задля швидкого розмноження використовувався найновітніший на той час спосіб Новачека.
Селекція картоплі ставила за мету досягнення максимальної крохмальності та урожайності форми.
Селекція пивоварного ячменю мала завдання вивести форми з максимальною врожайністю та найменшим вмістом азотистих речовин.
Посаду керівника селекційної лабораторії займав хімік В. Ритаровський.
У 1901 році за багатолітні наукові праці на дослідних полях Деребчинського маєтку пан Ритаровський був нагороджений бронзовою медаллю Подільського Товариства Сільського Господарства.
Деребчинська дослідна станція не тільки аналізувала і використовувала результати досліджень для свого маєтку, але і надавала послуги по проведенню аналізів та мікроскопічних досліджень іншим господарствам.
У 1903 році, на сторінках періодичного видання «Справочный листок Подольского общества сельского хозяйства и сельскохозяйственной промышленности» читаємо наступне: «Семенная контрольная станция Деребчинского имения барона А. А. Маса производит все анализы, имеющие тесную связь с сельським хозяйсвом, а также и микроскопические исследования. Цены умеренные.»
У 1892 році, для точного спостереження за умовами успішного проростання виведених рослин, Аріст обладнав в Стрільницькій економії метеорологічну станцію, яка вела щоденні спостереження за погодою та робила висновки про вплив метеорологічних елементів на врожайність різних сільськогосподарських культур.
В 1899 році пан Ритаровський висвітлив на сторінках вищезгаданого періодичного видання «Справочный листок Подольского общества сельского хозяйства и сельскохозяйственной промышленности» спостереження Деребчинської дослідної станції над впливом метеорологічних елементів на врожайність цукрових буряків за 8 років.
Зрозуміло, що за таких умов було досягнуто високих врожаїв вирощуваних культур на деребчинських полях.
В 1903 році газета «Одеса» надрукувала некролог з приводу смерті Аріста Маса. В цьому некролозі було написано, що «Маєток Маса є одним із найкращих в Російській Імперії». Деребчинський ячмінь був відомий на всіх європейських ринках і найкращі пивовари мали необхідність в його придбанні.
Чудових результатів було досягнуто і в плодівництві. Поряд із баронським палацом був закладений великий сад з різноманітними сортовими фруктово-ягідними деревами та кущами. Вирощені плоди неодноразово презентувалися на сільськогосподарських виставках і щоразу отримували заслужені винагороди.
Все господарство в маєтку велося продумано, планово, з використанням найновіших технологій того часу.
Високих результатів було досягнуто і в тваринництві.
На Володимирці — економії, названій в честь молодшого сина Володимира, була побудована велика молочна ферма. В 1883 році ферма нараховувала 253 корови чистокровної породи Вільстермаш. Молоко перероблялося на новозбудованій молочарні у високоякісне пастеризоване масло і сири.
У ці ж роки був побудований завод по вирощуванню великої рогатої худоби та кінний завод. Зразки найкращих порід корів та коней щороку виборювали високі нагороди у виставках ПТСГ.
В 1895 році Аріст Мас побудував в Деребчині гуральню, яка випускала спиртові напої.
На Ариставці — економії, названій в честь старшого сина, Аріст побудував цегельний завод.
Всі центральні сільські дороги та дороги до трьох економій: Ариставки, Володимирки та Стрільник Аріст Мас виложив бруківкою.
Від Деребчинського цукрового заводу до ст. Ярошенка було прокладено 18-ти кілометрову залізничну колію.
Для роботи на всіх промислових та сільськогосподарських об'єктах були запрошені висококваліфіковані спеціалісти з-за кордону. Всім привезеним працівникам надавалося новозбудоване житло, створювалися належні умови побуту.
В 1886 році при Соборо-Михайлівській церкві барон збудував дерев'яний причтовий будинок, де в 1889 році була відкрита перша церковно-приходська школа грамоти для хлопчиків, а в 1897 р. — школа грамоти для дівчаток.
Такий же причтовий будинок був побудований і при Чудо-Михайлівській церкві в 1885 році. В 1903 році тут вже працювало 2-класне міністерське народне училище (до цього часу, починаючи з 60-х років, при Ч.- М. церкві існувало однокласне міністерське народне училище). Завідувачем училища в 1903 році був Лисковий Павло Лаврентійович.
В 1890-х роках Аріст Мас побудував при цукровому заводі лікарню. В 1903 році завідувачем лікарні був науковий співробітник Іван Антонович Сікоро-Сікорський. В 4 пункті договору між власником заводу Арістом Масом і працівниками заводу було записано наступне: «На случай болезни кого-нибудь из нас Правление завода объязано за свой счет лечить нас в своей больнице, но за пробытые в ней дни Правление не плотит. Если же болезнь произойдет от ожегов, полученных при машинах или от других увечий, то пробытые в больнице дни защитываются в число рабочих дней».
Господарство процвітало. Роботи вистачало всім.
За роки правління барона Аріста Маса відбувся великий приріст населення.
Якщо в 1871 році (рік придбання Ернстом Масом Деребчина) в селі проживало 733 особи, то в 1893 році їх уже нараховувалося 1817, а в 1903 році — 2360.
Аріст Мас дуже любив деребчинський маєток, який вражав своїми краєвидами. Чудовий парк з рідкісними породами дерев, миловидний ставок, сортовий сад, родючі поля, молоді довколишні ліси стали його рідною домівкою, стали його другою батьківщиною. Останні 6 років перед смертю він з дружиною Єлизаветою Оттовною безвиїзно проживав в деребчинському палаці разом з старшим сином Арістом та його молодою сім'єю.
Помер Аріст Арістовіч в 1903 році в віці 67-ми років. Все своє майно заповів дружині Єлизаветі Оттовні та синам Арісту і Володимиру.

### Радянська доба
Під час проведеного радянською владою Голодомору 1932—1933 років померло щонайменше 327 жителів міста.

## Населення
Згідно з переписом УРСР 1989 року чисельність наявного населення села становила 2716 осіб, з яких 1209 чоловіків та 1507 жінок.
За переписом населення України 2001 року в селі мешкало 2212 осіб.

### Мова
Розподіл населення за рідною мовою за даними перепису 2001 року:
| Мова       | Відсоток |
| ---------- | -------- |
| українська | 98,50 %  |
| російська  | 1,14 %   |
| білоруська | 0,14 %   |
| болгарська | 0,05 %   |
| молдовська | 0,05 %   |

## Пам'ятки
- Деребчинський парк — парк-пам'ятка садово-паркового мистецтва місцевого значення.
- Алея сосни веймутової — ботанічна пам'ятка природи місцевого значення.

## Особистості
- Збігнєв Пронашко (1885—1958) — польський художник, скульптор, графік, один з найбільш відомих представників польського авангардизму.
- Вітольд Казімеж Вежейський (1882—1950) — інженер-механік, профспілковий діяч, організатор збройної промисловості Польщі, голова Асоціації польських інженерів і техніків в Аргентині.
- Козлова Ярослава Павлівна (нар. 1927) — українська художниця порцеляни.
- Матіяш Ганна Дем'янівна — Герой Соціалістичної Праці.
- Поліщук (Вовчок) Тетяна Семенівна — Герой Соціалістичної Праці.
- Стрельник Леонід Петрович (1947—2017) — український письменник.